# Batalla del fuerte Eben-Emael
La batalla del fuerte Eben-Emael enfrentó a fuerzas belgas contra alemanas y se libró entre los días 10 y 11 de mayo de 1940, en el contexto de la batalla de Bélgica y la operación Fall Gelb, nombre en clave de la invasión alemana de los Países Bajos y de Francia durante la Segunda Guerra Mundial. 
Una fuerza de asalto de paracaidistas alemanes, los Fallschirmjäger, recibió la orden de tomar al asalto el fuerte Eben-Emael, una fortificación belga estratégicamente ubicada y con poderosas piezas de artillería que dominaba varios puentes importantes sobre el canal Alberto. Las carreteras en dirección este llevaban al corazón de Bélgica y el resto hacia los Países Bajos, y eran precisamente estas vías las que los alemanes querían seguir para avanzar sobre Bélgica. Mientras algunas de las fuerzas aerotransportadas capturaban la fortaleza y deshabilitaban sus piezas de artillería, otros paracaidistas se apoderaron simultáneamente de tres puentes sobre el canal. Tras dejar fuera de combate el fuerte, las fuerzas aerotransportadas recibieron la orden de proteger los puentes de los contrataques belgas hasta que consiguieron contactar con las fuerzas terrestres del 18.º Ejército de la Wehrmacht.
La batalla se saldó con una victoria estratégica de los alemanes porque sus paracaidistas aterrizaron en la parte superior de la fortaleza sirviéndose de silenciosos planeadores y usaron explosivos y lanzallamas para acabar con las defensas exteriores del fuerte belga. Después, los Fallschirmjäger mataron a varios defensores y bloquearon las salidas, encerrando así al resto de la guarnición en las secciones inferiores de la instalación. Al mismo tiempo, otros efectivos de asalto de la Wehrmacht habían aterrizado cerca de tres puentes sobre el canal, destruido varios fortines y posiciones defensivas y derrotado a las fuerzas belgas que los protegían, con lo que lograron capturarlos y ponerlos bajo control germano.  
Las fuerzas aerotransportadas sufrieron numerosas bajas durante esta operación, pero consiguieron conservar el control de los importantes puentes hasta la llegada del ejército alemán, que luego ayudó en el segundo asalto al fuerte Eben-Emael y forzó la rendición del resto de miembros de su guarnición. Las fuerzas alemanas atravesaron dos de los puentes sobre el canal, evitando de esta manera el enfrentamiento con varias posiciones defensivas belgas y penetrando en Bélgica para ayudar a la invasión del país. El puente de Kanne resultó destruido por los belgas y en su lugar se construyó uno nuevo.

## Trasfondo

Mapa del avance alemán entre el 10 y el 16 de mayo de 1940 durante la operación Fall Gelb.

El 10 de mayo de 1940, Alemania lanzó el Fall Gelb, la invasión de los Países Bajos. Atacando a través de los Países Bajos, Luxemburgo y Bélgica, el Alto Mando de la Wehrmacht creía que podría flanquear la Línea Maginot, avanzar a través del sur de Bélgica y penetrar en Francia por el norte, donde podrían separar a la Fuerza Expedicionaria Británica y a un importante número de tropas francesas, forzando de esa manera la rendición del gobierno galo. Para llegar hasta el norte de Francia, las fuerzas alemanas tendrían que derrotar al ejército holandés y esquivar o neutralizar varias posiciones defensivas en Bélgica y Holanda. Algunas de estas posiciones estaban pobremente defendidas y su finalidad era más bien ralentizar el avance enemigo que detenerlo. Sin embargo, algunas fortificaciones sí que se habían diseñado y construido para resistir y por ello contaban con una importante artillería y numerosa guarnición. La Línea Grebbe-Peel en los Países Bajos, que abarcaba desde la costa sur del Zuiderzee hasta la frontera belga cerca de Weert, constaba de bastantes fortalezas combinadas con obstáculos naturales como marismas y el valle de Geld, que se podía inundar con facilidad para impedir un ataque.
Las defensas belgas consistían en unas débiles posiciones a lo largo del canal Alberto y después en una línea defensiva principal que seguía el curso del río Dyle, la cual protegía el puerto de Amberes y la capital belga, Bruselas. Este emplazamiento destinado a retrasar un ataque enemigo, estaba protegido por varios puestos de vanguardia ocupados por tropas, excepto en una única zona donde el canal discurría junto a la frontera neerlandesa, conocida como el «Apéndice de Maastricht» por su proximidad a esta ciudad. El ejército belga no podía levantar allí puestos avanzados debido a la proximidad de la frontera con los Países Bajos y por ello había asignado su defensa a una división de infantería, que debía velar los tres puentes que cruzaban el canal en esa zona, con una brigada en cada uno de ellos. Los puentes estaban resguardados por blocaos equipados con ametralladoras. El soporte de artillería lo ofrecía el fuerte Eben-Emael, cuyos cañones cubrían dos de estos puentes. El Alto Mando alemán conocía el plan defensivo belga, que pedía a sus tropas retrasar brevemente el avance enemigo a lo largo del canal Alberto y después retirarse para enlazar con las fuerzas británicas y francesas en las principales posiciones defensivas en el río Dyle. Por ello, los germanos elaboraron su propio plan para tomar y asegurar el control de estos tres puentes, así como de otros por toda Bélgica y Holanda, por los cuales sus fuerzas abrirían brechas en las defensas y penetrarían en los Países Bajos.

## Preludio

### Preparativos belgas

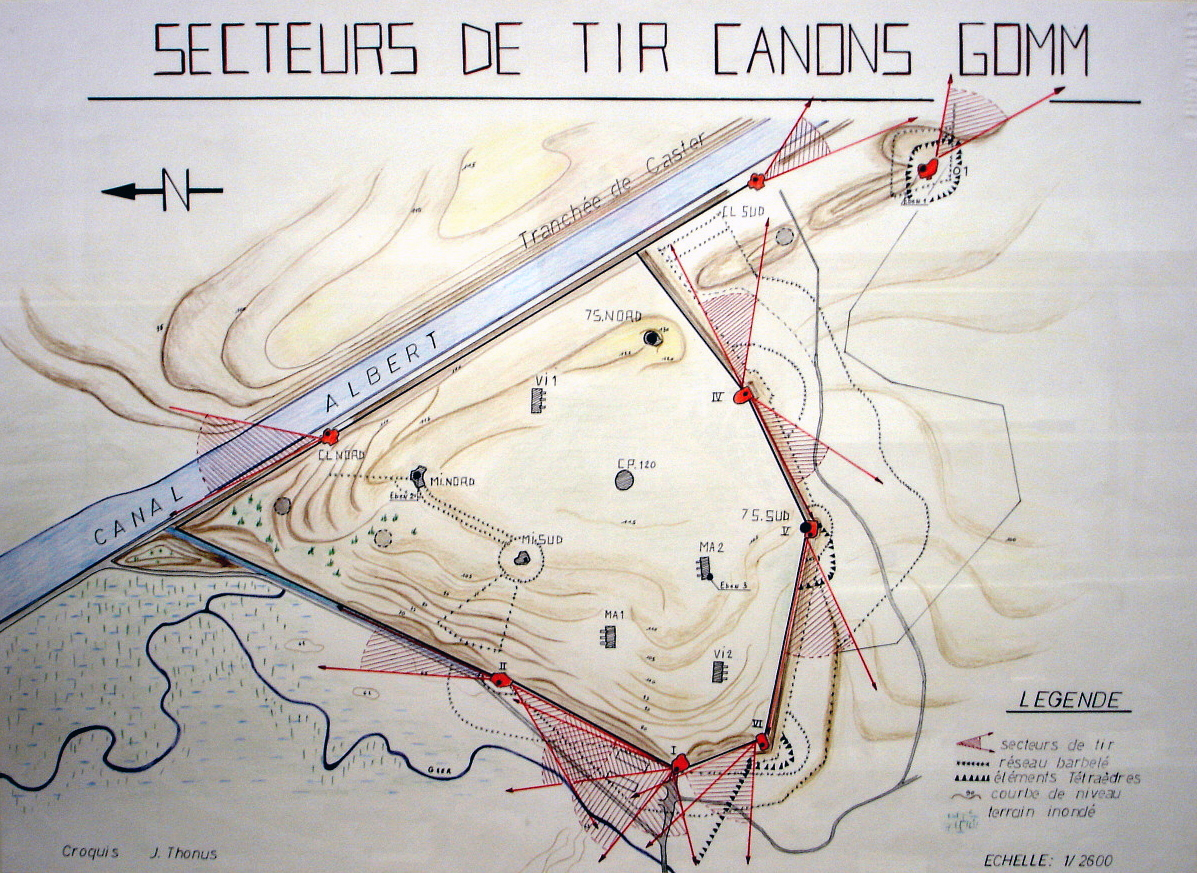
Plano del fuerte Eben-Emael.

La defensa de los tres puentes sobre el canal Alberto estaba asignada a la 7.ª División de Infantería del ejército belga, que se sumaba a la guarnición del fuerte Eben-Emael en el momento de la batalla, cuyo número oscilaba entre 1185 y 2000 hombres. Las defensas para cada puente constaban de cuatro grandes fortines de hormigón armado en la orilla occidental del canal, tres de estos equipados con ametralladoras y el cuarto con un cañón antitanque; el fortín que tenía el cañón estaba posicionado cerca de la carretera que conducía hasta el puente, una de las posiciones con ametralladora estaba justo detrás del puente y las otras dos flanqueaban el puente a muy poca distancia de ambos lados. También en la orilla occidental del canal estaba apostada una compañía de infantería junto a cada puente y un pequeño puesto de observación en la orilla oriental. Además, los tres puentes podían ser demolidos con explosivos que se habían colocado en su estructura y cuyo detonador estaba colocado en el fortín que contaba con el cañón antitanque.
El fuerte Eben-Emael, que mide 180 por 370 metros, se había construido durante la década de 1930 y se terminó en 1935. Ubicado bajo una colina natural, sus instalaciones subterráneas se abrieron realizando voladuras y contaba con muros y bóvedas de acero reforzado de 1,5 metros de grosor, así como cuatro casamatas replegables y sesenta y cuatro fortines. El fuerte estaba equipado con seis cañones de 120 mm y un alcance de 16 km, dieciséis cañones de 75 mm, doce cañones antitanque de 60 mm, veinticinco ametralladoras y varias piezas de artillería antiaérea. Un lateral del fuerte mira hacia el canal y los otros tres que dan hacia tierra estaban protegidos por campos de minas terrestres, zanjas profundas, un muro de seis metros de altura y fortines de hormigón equipados con ametralladoras. Asimismo, sobre el fuerte se habían dispuesto quince reflectores y cañones antitanque de 60 mm. Bajo el fuerte se cavaron numerosos túneles que comunicaban cada una de las torretas con el centro de mando y los almacenes de munición. El fuerte también tenía su propio hospital y salas habitables para la guarnición, una estación de generación de electricidad que daba la energía necesaria para operar los cañones, iluminar la instalación o hacer funcionar el sistema de purificación de aire que necesitaban las tropas.
Los planes belgas no contemplaban que la guarnición del fuerte y las tropas defensoras de los puentes combatieran durante mucho tiempo contra una fuerza atacante, sino que debían avisar rápidamente de un ataque enemigo para que el destacamento de la orilla oriental del canal pudiera retirarse, los puentes se destruyeran y la guarnición del fuerte retrasara el avance de los agresores. Las fuerzas defensoras debían replegarse hacia las principales posiciones de resistencia junto al río Dyle, donde se unirían a otras fuerzas aliadas.

### Preparativos alemanes
El asalto al fuerte Eben-Emael por parte de tropas paracaidistas, así como a los tres puentes cercanos, era una parte de una operación aerotransportada alemana mucho mayor en la que tomaron parte la 7.ª División Aérea y la 22.ª División Aerotransportada. A la 7.ª División Aérea, compuesta por tres regimientos de paracaidistas y uno de infantería, se le encargó la captura de varios puentes y canales que conducían hacia las posiciones defensivas neerlandesas centradas alrededor de Róterdam y del aeródromo de Waalhaven. La 22.ª División Aerotransportada, formada por dos regimientos de infantería y uno de paracaidistas, debía ocuparse de tomar varios aeródromos en Valkenburg, Ockenburg e Ypenburg, todos cerca de La Haya. Una vez que los aeródromos estuvieran asegurados por el batallón paracaidista, el resto de la división podría aterrizar con el objetivo de ocupar la capital neerlandesa y apresar a todo el gobierno del país, a la familia real y a los altos mandos del ejército. La división también podría cerrar todas las carreteras y líneas férreas de la zona para impedir el movimiento de las tropas holandesas. La intención del Alto Mando de la Wehrmacht era usar las dos divisiones aerotransportadas para crear un corredor a través del que podría avanzar el XVIII Ejército hacia el interior de los Países Bajos sin encontrarse con puentes destruidos. El general Kurt Student, que fue quien propuso el despliegue de las dos divisiones aerotransportadas, argumentó que su presencia mantendría despejados los accesos por el sur de Róterdam e impediría los movimientos de las reservas neerlandesas basadas en el noroeste de Holanda y de cualquier fuerza francesa enviada en su auxilio, así como impediría el uso de los aeródromos a los aviones Aliados, todo lo cual favorecería el rápido avance del XVIII Ejército alemán. Para desplegar a las fuerzas paracaidistas se usarían cuatrocientos aviones de transporte Junkers Ju 52.

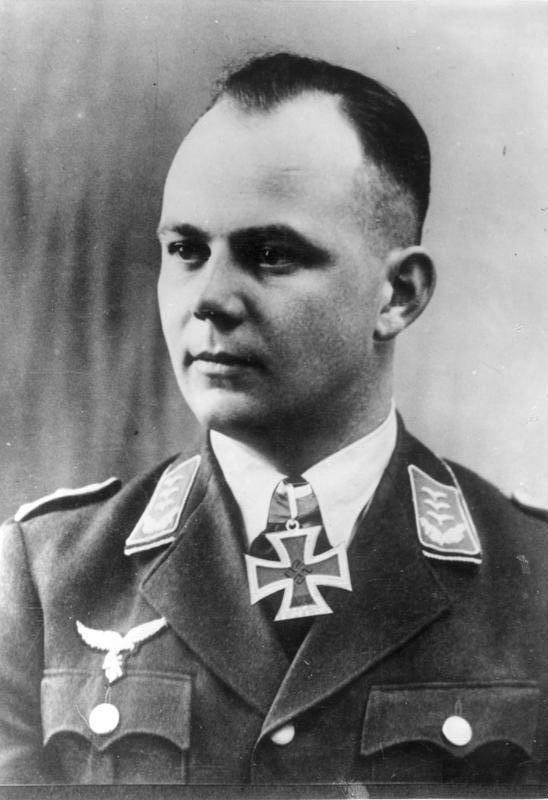
Capitán Walter Koch, comandante de la fuerza alemana que asaltó el fuerte.

La fuerza que debía asaltar el fuerte belga y apoderarse de los tres puentes estaba compuesta por elementos de la 7.ª División Aérea y la 22.ª División Aerotransportada y recibió el nombre de Sturmabteilung Koch (Destacamento de Asalto Koch) en honor a su jefe, el capitán Walter Koch. Esta fuerza se había creado en noviembre de 1939 y la formaban esencialmente paracaidistas del 1.º Regimiento Paracaidista e ingenieros de la 7.ª División Aérea, así como un pequeño grupo de pilotos de la Luftwaffe. Aunque casi todos sus miembros eran paracaidistas, se decidió que los primeros aterrizajes de la unidad se realizarían con planeadores. Adolf Hitler, que se interesó personalmente por la formación de esta fuerza de asalto, había ordenado emplear planeadores porque su piloto personal, Hanna Reitsch, le había contado que los planeadores eran muy silenciosos. Los alemanes creían que las defensas antiaéreas belgas usaban localización por sonido en lugar de radares, por lo que sería posible remolcar los planeadores hasta la frontera neerlandesa y soltarlos allí, sorprendiendo así a los defensores belgas que no habrían advertido su llegada.
La fuerza de asalto recibió cincuenta planeadores DFS 230 y comenzaron los entrenamientos. Se llevó a cabo un detallado estudio del fuerte, los puentes y toda la zona, además de construirse una réplica del fuerte en la que se entrenaron los paracaidistas. Los ejercicios conjuntos entre paracaidistas y pilotos de planeadores tuvieron lugar a principios de la primavera de 1940, tras lo cual se realizaron modificaciones y mejoras en el equipamiento y las tácticas que se iban a emplear, como añadir alambre de espinos a la punta de los esquíes de los planeadores para reducir su distancia de aterrizaje. Asimismo, los paracaidistas practicaron el uso de lanzallamas y explosivos especializados. El secretismo sobre esta operación también se mantuvo de otras maneras. Cuando terminaron los entrenamientos, los planeadores y el equipamiento fueron desmontados y transportados en camiones de mudanza, las distintas unidades de la fuerza fueron renombradas y reubicadas en varias ocasiones, se suprimieron las insignias y a las tropas aerotransportadas no se les concedieron permisos para abandonar sus acuartelamientos.

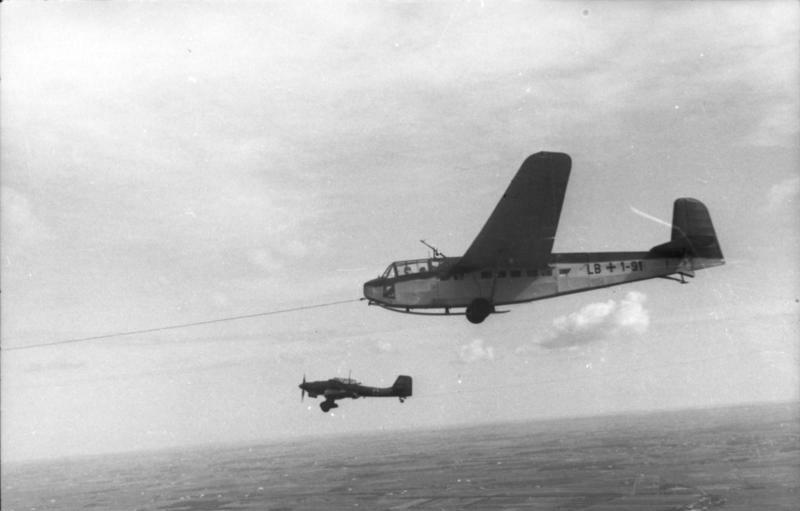
Planeador alemán DFS 230.

El capitán Koch dividió sus fuerzas en cuatro grupos de asalto. El grupo «Granito», bajo mando del teniente Rudolf Witzig y compuesto por ochenta y cinco hombres a bordo de once planeadores con la misión de asaltar y tomar el fuerte Eben-Emael; el grupo «Acero», dirigido por el teniente Gustav Altmann, con noventa y dos hombres en nueve planeadores, tomaría el puente de Veldwezelt; el grupo «Hormigón», formado por los noventa y seis hombres al mando del teniente Gerhard Schacht en once planeadores estaba destinado al puente de Vroenhoven, y el grupo «Hierro» del teniente Martin Schächter, con noventa hombres a bordo de nueve planeadores que debía hacerse con el puente de Kanne. El elemento crucial de la fuerza de asalto, en especial para el grupo Granito, era la celeridad. 
Se pensaba que la combinación de un acercamiento silencioso a bordo de los planeadores y la inexistencia de una declaración de guerra por parte del gobierno de la Alemania nazi, otorgaría a los asaltantes el decisivo factor sorpresa. Sin embargo, los alemanes preveían que toda la operación les llevaría unos sesenta minutos, tras los cuales, el superior número de fuerzas belgas presentes en la defensa del fuerte y los puentes, así como los refuerzos que se les enviaran, podrían significar el fracaso de la misma. Por lo tanto, el plan germano era que en esos sesenta minutos se eliminara el mayor número posible de posiciones antiaéreas, casamatas y cúpulas de artillería, a cualquier coste, con la finalidad de dejar fuera de combate los cañones de largo alcance que protegían los importantes puentes. Se esperaba que esas piezas estuvieran destruidas en los diez primeros minutos, un reducido tiempo en el que las fuerzas aerotransportadas debían salir de sus planeadores, cubrir la distancia que les separaba de los cañones, colocar cargas explosivas y detonarlas, todo ello bajo fuego enemigo.
El plan definitivo para el asalto contemplaba que entre nueve y once planeadores aterrizaran en la orilla occidental del canal Alberto junto a cada puente justo antes de las 05:30 del 10 de mayo, el momento previsto para el inicio de la operación Fall Gelb. Los grupos asignados a asaltar los tres puentes derrotarían a las tropas belgas, retirarían las cargas explosivas colocadas en cada puente y después se prepararían para defenderlos contra el previsto contrataque. Cuarenta minutos después, tres aeronaves Junkers Ju-52 sobrevolarían cada posición para permitir el salto de otros veinticuatro soldados paracaidistas como refuerzo, así como ametralladoras y abundante munición. Simultáneamente, la fuerza asignada a la captura del fuerte Eben-Emael debía aterrizar encima de la instalación defensiva con once planeadores, eliminar a los defensores que intentaran repelerlos, inutilizar toda la artillería que pudieran con cargas explosivas y evitar que la guarnición los expulsara. Una vez logrados sus objetivos iniciales de tomar los puentes y deshabilitar la artillería del fuerte, las fuerzas aerotransportadas defenderían sus posiciones hasta la llegada del ejército alemán.

## Batalla

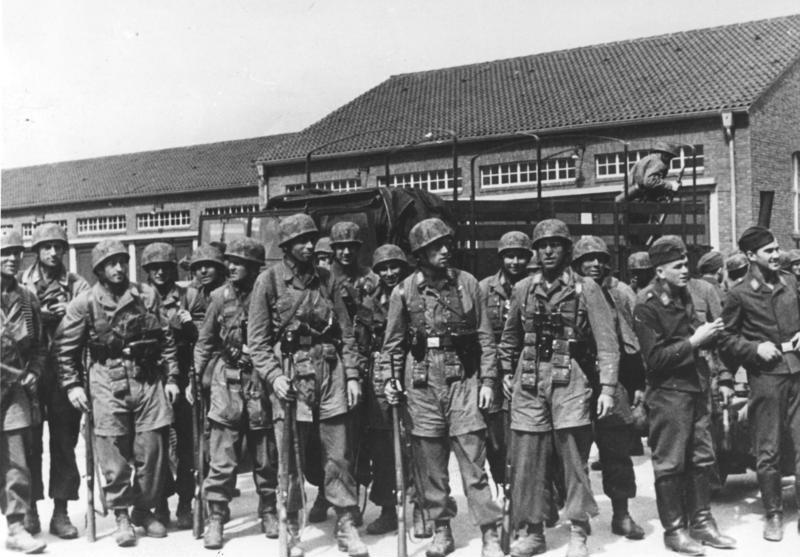
Los Fallschirmjäger del Destacamento de Asalto Koch.

Por razones de seguridad, el Destacamento de Asalto Koch fue dispersado por varios lugares de Renania hasta que recibió la orden de proceder a la operación contra el fuerte y los tres puentes belgas. Las órdenes preliminares las recibieron el 9 de mayo y les pedían a los destacamentos separados que se reunieran en un lugar ya acordado, tras lo cual llegó una segunda orden que les informaba de que la Fall Gelb empezaría a las 05:25 del 10 de mayo. A las 04:30, cuarenta y dos planeadores que transportaban a los 493 soldados que componían la fuerza de asalto y varios aviones de transporte despegaron desde dos aeropuertos de Colonia y pusieron rumbo sur hacia sus objetivos. Las aeronaves mantuvieron un estricto silencio de radio, lo que obligó a los pilotos a depender de una cadena de señales de fuego que apuntaban hacia Bélgica; ese silencio de radio también provocó que los comandantes de la fuerza de asalto no supieran que la cuerda de uno de los planeadores se había roto y su piloto había tenido que aterrizar en territorio alemán. Otro piloto de un segundo planeador soltó su amarre antes de lo debido y fue incapaz de aterrizar cerca del objetivo. Ambos planeadores transportaban tropas asignadas al grupo Granito y su destino era el fuerte Eben-Emael, lo que dejó bastante mermada a esta fuerza de asalto. Entre los hombres que no pudieron participar en la operación por estas bajas estuvo el teniente Witzig, lo que obligó a su segundo al mando a tomar el mando de la fuerza que asaltó el fuerte. El resto de planeadores se soltaron de los aviones que los remolcaban a unos 32 km de los objetivos y a 2100 m de altitud, que se consideraba suficiente altura como para que los planeadores tomaran tierra junto a los puentes y sobre el fuerte, pero también para mantener un ángulo de picada que asegurara un correcto aterrizaje. Después de que los Ju-52 soltaran a los planeadores y dieran la vuelta, la artillería antiaérea belga los detectó y abrió fuego. Esto alertó a las defensas de la presencia en la zona de los planeadores alemanes.

### Los puentes

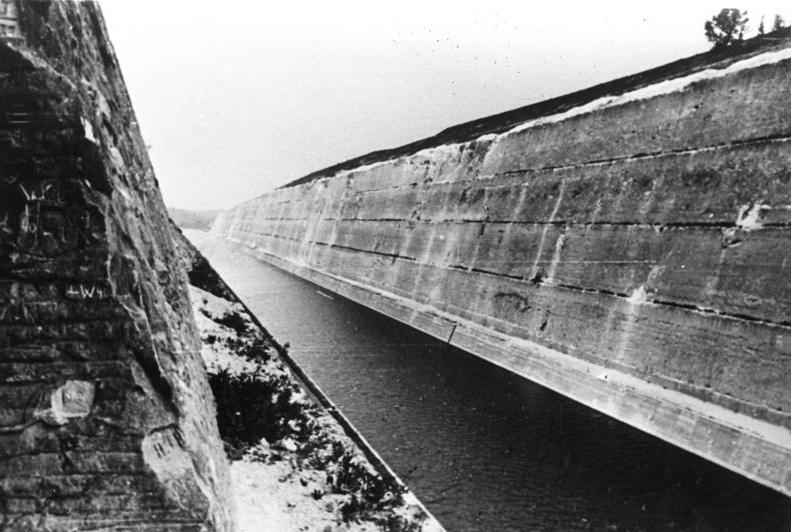
El canal Alberto visto desde un nido de ametralladora del fuerte Eben-Emael el 23 de mayo de 1940.

Los nueve planeadores que llevaban a las tropas asignadas al grupo Acero aterrizaron cerca del puente de Veldwezelt a las 05:20; los alambres de espinos que habían colocado en los patines de los aparatos funcionaron y los detuvieron rápidamente. El planeador del teniente Altmann había tomado tierra algo alejado del puente y otro lo había hecho justo delante de un fortín belga, lo que condujo a un inmediato intercambio de fuego entre ambos bandos. El suboficial al cargo de estas tropas lanzó granadas dentro del fortín mientras uno de sus hombres colocaba cargas explosivas en la puerta y las hacía explotar, lo que permitió penetrar en este y tomarlo sin mayores problemas. Simultáneamente, Altmann reunió a sus tropas y las condujo a lo largo de una zanja que corría en paralelo al puente hasta que dos hombres pudieron alcanzar la orilla del canal y escalar a una de las vigas del puente, donde desconectaron las cargas explosivas colocadas por los belgas. Aunque ya habían evitado la destrucción de la vital infraestructura, ahora debían hacer frente a la guarnición belga. Los defensores aguantaron hasta que llegó un pelotón de reserva alemán y se vieron obligados a replegarse a una villa cercana. Sin embargo, la fuerza de asalto no pudo neutralizar con su escaso armamento dos cañones ubicados a medio kilómetro del puente, por lo que Altmann tuvo que pedir apoyo aéreo. Varios bombarderos en picado Junkers Ju 87 Stuka respondieron a la llamada y destruyeron estos cañones. El grupo Acero debía ser relevado a las 14:30, pero la resistencia belga obligó a extender la operación hasta las 21:30. Durante los combates la fuerza alemana sufrió ocho muertos y treinta heridos.

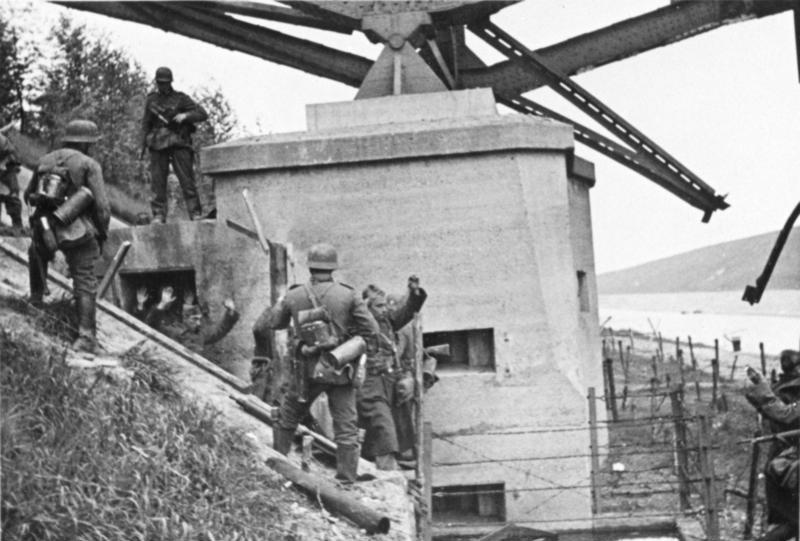
Los soldados belgas rindiéndose a los alemanes en el puente de Veldwezelt, 11 de mayo de 1940.

Diez de los once planeadores que transportaban a los componentes del grupo Hormigón aterrizaron cerca del puente de Vroenhoven a las 05:15. El undécimo planeador había recibido el impacto de artillería antiaérea y por ello tuvo que tomar tierra de forma prematura en territorio neerlandés. Mientras planeaban para tomar tierra, las aeronaves alemanas sufrieron un intenso bombardeo con artillería antiaérea que provocó pérdida de sustentación en el aire a estos aparatos sin motor y unos aterrizajes bruscos en los que resultaron heridos tres soldados. El resto de planeadores tomaron tierra sin mayores problemas e incluso uno de ellos se posó junto al fortín belga que custodiaba los detonadores de las cargas explosivas del puente. Esto permitió a las fuerzas de asalto lanzarse rápidamente a la toma de la posición, donde mataron a sus defensores y arrancaron los cables del detonador, asegurando que la infraestructura sobre el canal no fuera destruida. El resto de tropas belgas se defendieron del ataque sorpresa alemán con fiereza y montaron varios contraataques para intentar recuperar el puente, aunque fueron repelidos por las ametralladoras alemanas que se lanzaron con paracaídas a las 06:15. Los constantes ataques belgas impidieron al grupo Hormigón retirarse del puente hasta que fueron relevados por un batallón de infantería a las 21:40. Este grupo sufrió siete muertos y veinticuatro heridos.

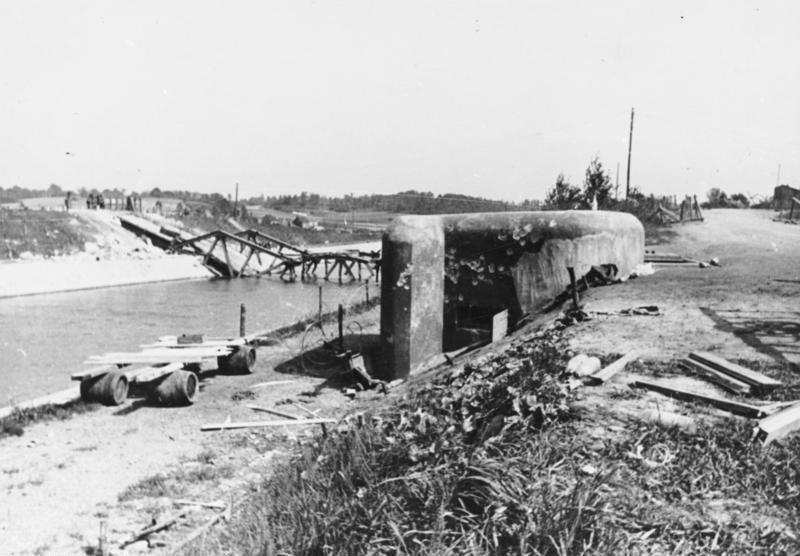
El puente de Kanne destruido por las tropas belgas. Fotografía del 23 de mayo de 1940.

De los diez planeadores en los que volaban los miembros del grupo Hierro, nueve aterrizaron cerca de su objetivo, el puente de Kanne. Debido a un error de navegación cometido por los pilotos de los aviones de transporte que remolcaban a los planeadores, uno de estos fue soltado en una zona errónea. Los otros nueve sortearon un nutrido fuego antiaéreo y se soltaron de sus aviones de remolque a las 05:35. Mientras los planeadores comenzaban a descender, el puente que debían tomar fue destruido por su guarnición belga, que estaba sobre aviso del ataque alemán porque la columna mecanizada del ejército alemán que se dirigía hacia allí para apoyar a los paracaidistas había llegado al lugar con veinte minutos de antelación sobre el horario previsto. Su aparición arruinó el factor sorpresa y dio a los defensores suficiente tiempo para volar la infraestructura. Durante el descenso, uno de los planeadores recibió el impacto de la artillería belga y se estrelló provocando la muerte de casi todos sus ocupantes. Los ocho aparatos restantes tomaron tierra, tras lo que las tropas aerotransportadas asaltaron los fortines belgas y acabaron con sus defensores. Para las 05:50 las fuerzas aerotransportadas habían asegurado la zona y la cercana villa de Kanne, pero en ese momento los belgas lanzaron un fuerte contraataque que solo pudo ser repelido por el apoyo aéreo de bombarderos Stuka.
Los defensores intentaron otros contraataques durante la noche, por lo que los Fallschirmjäger no pudieron ser relevados hasta la mañana del día 11. El grupo Hierro fue el que más bajas sufrió de los tres asignados a la toma de los puentes sobre el canal, pues contabilizó veintidós muertos y veintiséis heridos. Uno de los paracaidistas alemanes fue hecho prisionero por los belgas, aunque tiempo después fue liberado por las tropas alemanas de un campo de prisioneros de guerra que los británicos tenían en Dunkerque.

### Fuerte Eben-Emael

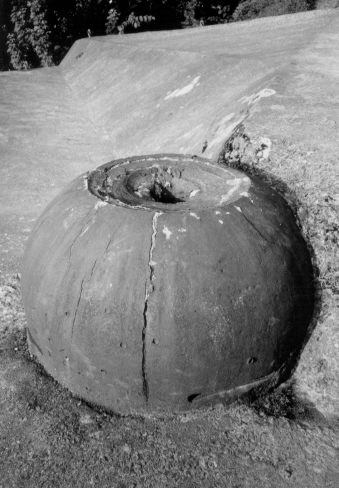
Cúpula de hormigón del fuerte penetrada con cargas huecas.

Los nueve planeadores restantes que transportaban a los soldados del grupo Granito tomaron tierra de forma correcta sobre el fuerte, sirviéndose para ello de paracaídas de frenada que los detuvieron en muy pocos metros. Los paracaidistas salieron rápidamente de los aparatos y comenzaron a colocar cargas explosivas en los emplazamientos de la artillería del fuerte que podía destruir los puentes. En el sector sur del fuerte, el objetivo n.º 18, que era una casamata de artillería de observación que albergaba tres cañones de 75 mm, fue dañada con una pequeña carga de demolición y después completamente destruida con una carga mayor que provocó el colapso de la cúpula de la casamata y de parte del techo del fuerte. El objetivo n.º 12, una torreta de desplazamiento que contenía otras dos piezas de artillería, también fue volada por los paracaidistas, los cuales se desplazaron después al objetivo n.º 26, una torreta con dos cañones de 75 mm. Aquí los alemanes hicieron explotar sus explosivos y se marcharon creyendo haber destruido las armas belgas, pero no había sido así porque poco después uno de los cañones comenzó a girar en dirección a las atacantes, que debieron regresar por segunda vez y destruirlo de manera definitiva. Otro par de piezas de 75 mm bajo una cúpula también fueron neutralizadas y unos barracones para las tropas belgas fueron tomados por los asaltantes. Sin embargo, los intentos por destruir el objetivo n.º 24 fueron infructuosos. Se trataba de unas torretas gemelas con cañones de gran calibre montados en una cúpula rotatoria, demasiado grande para que pudieran neutralizarla los soldados de un solo planeador, que tuvieron que esperar la ayuda de los compañeros de otro planeador. Las cargas huecas que se fijaron sobre las torretas no consiguieron destruirlas, por lo que varios paracaidistas tuvieron que subirse a ellas para deshabilitar los cañones.

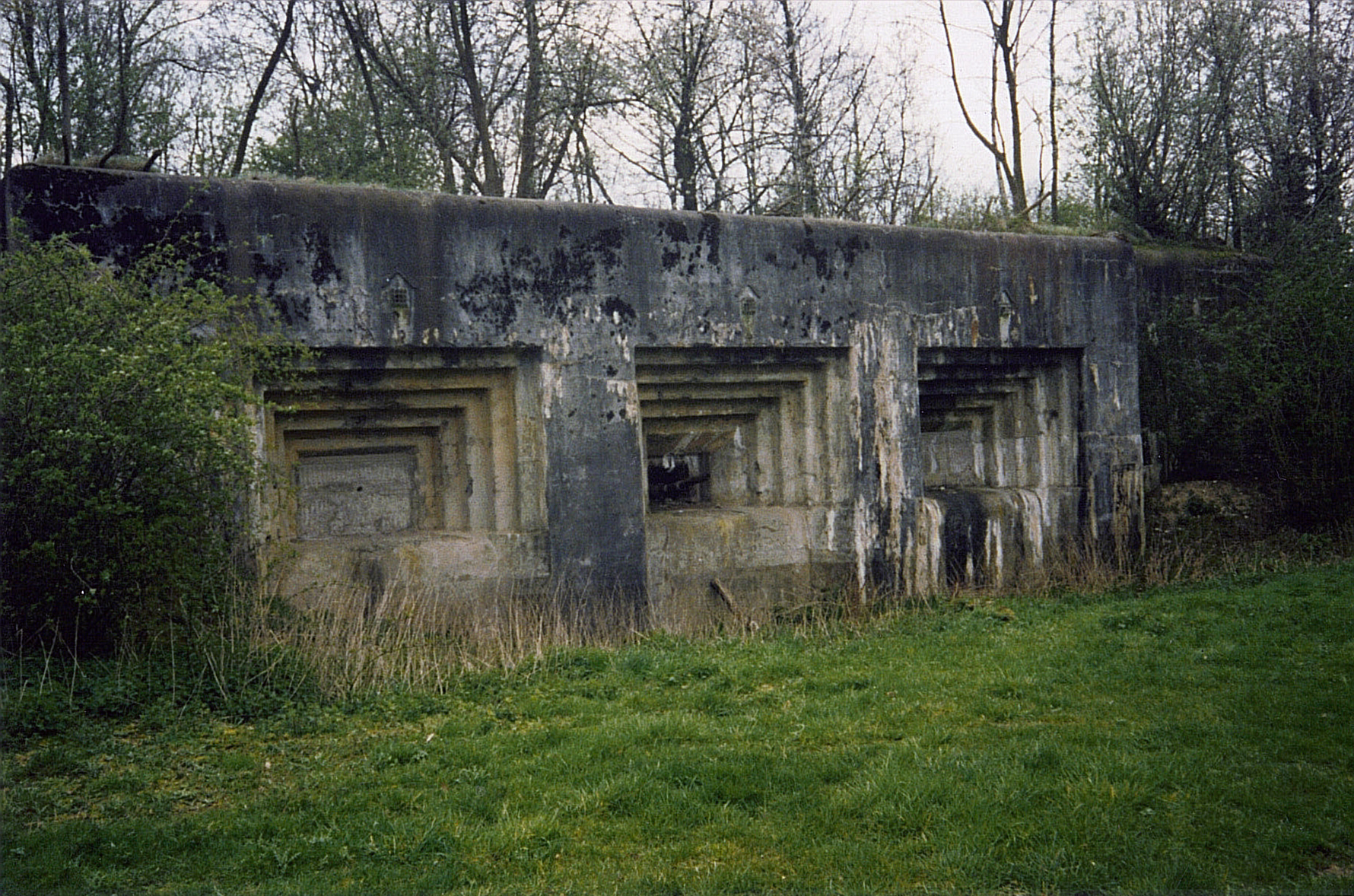
Una de las casamatas del fuerte Eben-Emael, la «Maastricht 2».

En la sección norte del fuerte se estaban llevando a cabo acciones similares, con los paracaidistas corriendo de una torreta a otra para neutralizar los cañones belgas. El objetivo n.º 13 era una casamata que cobijaba varias ametralladoras con un radio de fuego que abarcaba todo el flanco occidental de la instalación. Para destruirla, los paracaidistas usaron lanzallamas que obligaron a los artilleros belgas a retirarse de sus puestos, para a continuación usar cargas huecas que destruyeron las armas. Otra cúpula de observación defendida por ametralladoras, llamada objetivo n.º 19, fue también destruida, pero los objetivos 15 y 16 resultaron ser instalaciones falsas. El objetivo n.º 23 ofreció una dificultad inesperada, pues se trataba de una cúpula replegable que contenía dos cañones de 75 mm. Los alemanes habían supuesto que las armas del fuerte no detendrían a los asaltantes, pero cuando estos cañones abrieron fuego, los paracaidistas tuvieron que buscar refugio y solicitar apoyo aéreo, que llegó en forma de un escuadrón de bombarderos en picado Stuka que atacaron la cúpula. Aunque sus bombas no la destruyeron, las explosiones obligaron a la guarnición a retirarse durante el resto de los combates. Las fuerzas aerotransportadas destruyeron todas las entradas y salidas del fuerte que pudieron localizar para encerrar en su interior a la guarnición y no darles oportunidad de contraatacar. Así, los Fallschirmjäger alcanzaron su objetivo primario de destruir o deshabilitar los cañones del fuerte que podrían haber bombardeado los puentes capturados, pero todavía tenían que acabar con varios emplazamientos de artillería que contenían piezas antiaéreas y ametralladoras.

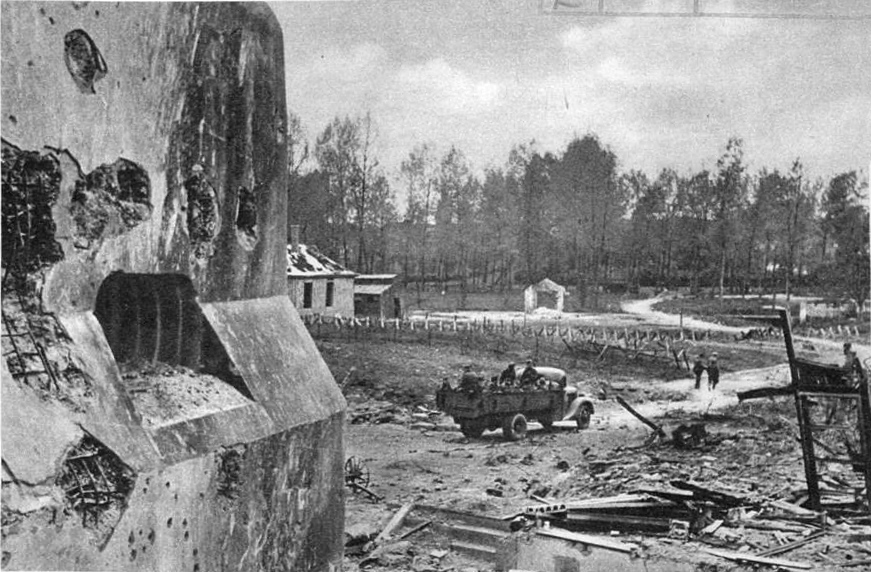
El fuerte Eben-Emael poco después de la batalla.

Mientras se atacaban estos objetivos secundarios, aterrizó sobre el fuerte un único planeador del que descendió el teniente Rudolf Witzig. Después de que su planeador tomara tierra en Alemania, Witzig había llamado por radio para pedir otro avión de transporte que vino con un nuevo planeador. Tras retirar vallas y cercas que dificultaban el despegue, los paracaidistas embarcaron en el nuevo planeador y volaron en medio de un intenso fuego antiaéreo hasta la cima del fuerte. Tras completar la destrucción de todo el armamento exterior del fuerte Eben-Emael, los soldados alemanes debieron repeler los contraataques, que comenzaron enseguida por parte de unidades de infantería belga que tenían soporte artillero pero se produjeron de manera descoordinada. Gracias a ello, los disciplinados paracaidistas alemanes los repelieron con sus ametralladoras. Los cañones de varios fuertes menores que había en las cercanías y de unidades de artillería de campo belgas también atacaron a las fuerzas aerotransportadas, pero de nuevo su falta de coordinación les impidió lograr nada contra el enemigo. Los alemanes montaron patrullas para asegurar que la guarnición encerrada en el fuerte no pudiera salir para atacarles. Cualquier intento de la guarnición para contraatacar habría sido obstaculizado por el hecho de que la única salida posible era una escalera en espiral y las troneras de las armas habían sido destruidas.
El plan de asalto preveía que los paracaidistas serían relevados por el 51.º Batallón de Ingenieros unas horas después de la toma del fuerte, pero finalmente no recibieron su relevo hasta las 7:00 del 11 de mayo. La enconada resistencia belga, así como la destrucción de varios puentes sobre el río Mosa, había forzado al batallón de ingenieros a construir varias infraestructuras provisionales que retrasaron su avance. Una vez que los paracaidistas fueron relevados, el batallón y un regimiento de infantería que llegó poco después montaron un ataque contra la entrada principal del fuerte y forzaron la rendición de la guarnición a las 12:30, la cual había sufrido sesenta muertos y cuarenta heridos. Los alemanes hicieron prisioneros a más de mil soldados belgas. El grupo Granito que neutralizó el fuerte contabilizó seis muertos y diecinueve heridos.

## Resultado

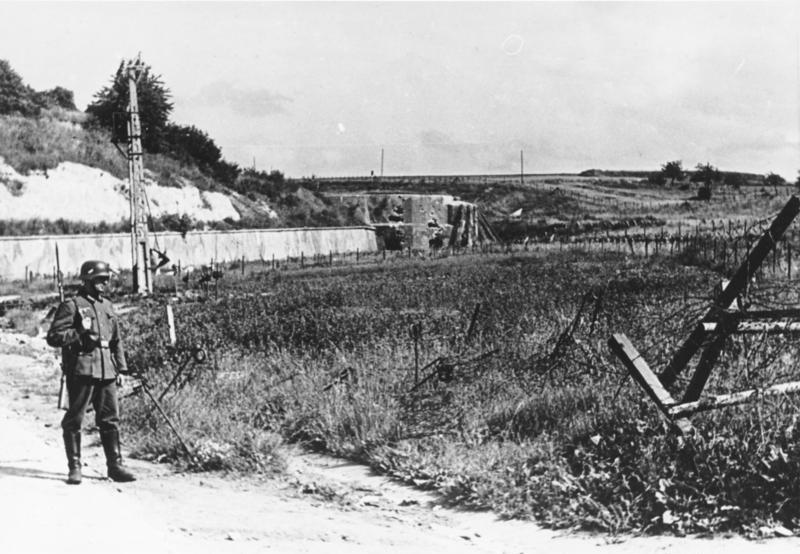
Guardia alemán en la entrada principal al fuerte en mayo de 1940.

El asalto por fuerzas aerotransportadas al fuerte belga Eben-Emael y a tres puentes sobre el canal Alberto fue un éxito de los Fallschirmjäger del Destacamento de Asalto Koch; los cañones del fuerte habían sido neutralizados y dos de los tres puentes habían sido tomados antes de su destrucción. Esto permitió a la infantería y a las unidades mecanizadas del XVIII Ejército de la Wehrmacht evitar el enfrentamiento con otras defensas belgas y penetrar en el corazón de Bélgica. En una publicación de la posguerra, el general Kurt Student escribió que la operación, y las acciones del grupo Granito en particular, «fueron un acto de audacia ejemplar e importancia decisiva […] He estudiado la historia de la pasada guerra y de batallas en todos los frentes, pero no he sido capaz de hallar nada entre multitud de acciones brillantes —llevadas a cabo por amigos y enemigos— que se pueda comparar con el éxito del Destacamento de Asalto Koch».
Varios oficiales y suboficiales fueron galardonados con la prestigiosa Cruz de Caballero de la Cruz de Hierro por su participación en esta operación, entre ellos el teniente Rudolf Witzig que lideró el asalto al fuerte en ausencia de Koch. El Destacamento de Asalto Koch fue ampliado tras el final de la Fall Gelb para convertirse en el 1.er Batallón del recién creado 1.er Regimiento de Asalto Aerotransportado, compuesto por cuatro batallones de Fallschirmjaeger entrenados como fuerza de asalto desde planeadores. El capitán Koch fue ascendido al empleo de comandante por su participación en la operación y tomó el mando de este 1.er Batallón. En el lugar del destruido puente de Kanne, el 17.º Batallón Acorazado de Ingenieros del Ejército de los Estados Unidos construyó un nuevo puente sobre el canal el 15 de septiembre de 1944.

## Lectura adicional
- Saunders, Tim (2005). Fort Eben Emael. Barnsley, South Yorkshire: Pen and Sword Books. ISBN 978-1-84415-255-1.